# Johannes Adrianus Smit
Johannes Adrianus Smit, bekend onder het pseudoniem JAS (Hillegom, 17 januari 1945 - Antwerpen, 19 juli 2002), was een Nederlands kunstenaar die tot de abstracte expressionisten gerekend wordt.

## Levensloop

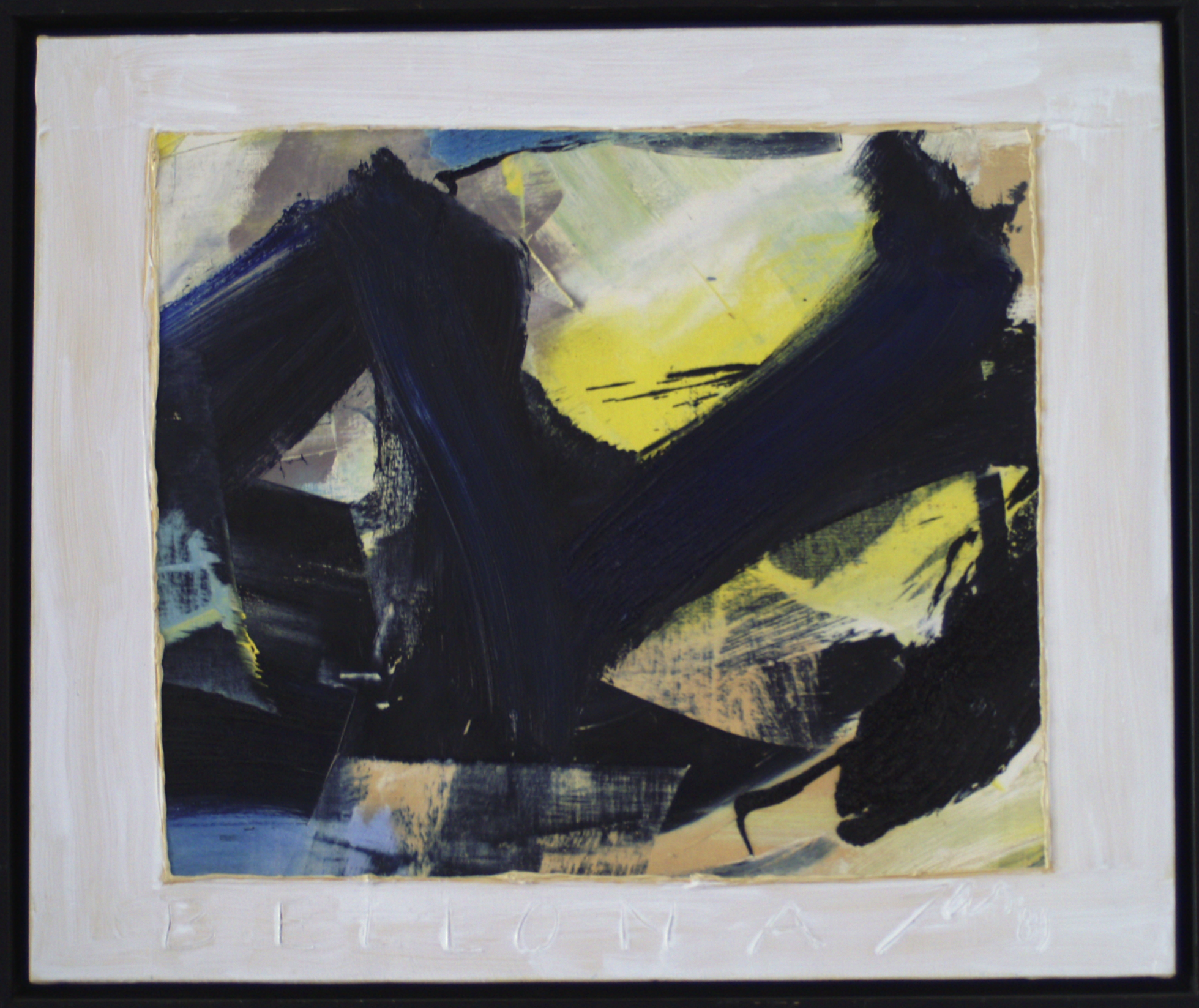
Olieverf op doek, Bellona (1989)

Smit zette op 17-jarige leeftijd zijn eerste schrede als kunstenaar door toe te treden tot de Hillegomse schildersclub 'Lijn en Kleur', waar op dat moment ook de Leidense kunstenaar Henk Klinkhamer lid van was. Het tweetal vormde samen met Robert van Vliet in 1986 de kunstgroep Sybarit.
In Zweden werkte Smit in broeikassen voor de bloemproductie. Geïnspireerd door de streek in het zuiden van Zweden, waar in het voorjaar het landschap geel kleurt, produceerde hij zijn Svensklandskappor, landschapwerken die voor een paar honderd kronen van de hand gingen. Door zijn reizen naar Duitsland raakte hij gefascineerd door het Duitse expressionisme.
In 1983 vestigde Smit zich definitief in België, waar hij verderging met experimenteren. Hij had een hekel aan tubeverf en besloot daarom zijn eigen verf te gaan maken. Deze verf, die zacht was en daardoor gemakkelijk met het mes opgebracht kon worden, is in zijn werken goed herkenbaar.

## JAS-krijt

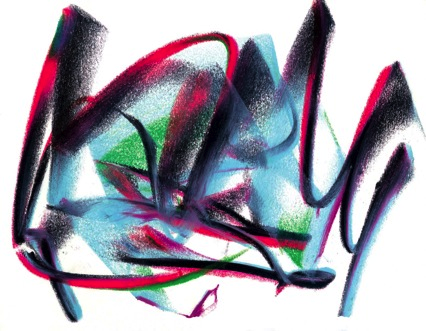
JAS-krijt op papier, zonder titel

Rond 1980 ontwierp en produceerde Smit het zogenaamde JAS-krijt (ook bekend als Clowny), dat ook zou zijn gebruikt door Willem de Kooning (in wiens atelier Smit enige tijd werkte) en later in aangepaste vorm door Karel Appel, aldus Smit zelf. Smit zou bij het ontwerpen van dit krijt geïnspireerd zijn door de kleuren van de vlammen die ontstonden bij een vliegtuigbrand in het najaar van 1979 op O'Hare International Airport, waarvan hij getuige was geweest. Alleen met zijn eigen krijt lukte het hem de kleuren van het vuur zo op het doek te krijgen als hij ze zich herinnerde.

## Installaties
Smit is niet alleen bekend van zijn talloze schilderijen en tekeningen, maar ook van zijn installaties en Vidiwallcomposities, die hij samen met onder anderen audiovisueel en grafisch kunstenaar Lode Cafmeyer realiseerde. Enkele voorbeelden zijn Trembling Art Moment (1989) in Hillegom en de triomfboog Grande Arche Mu (april 1994) in Lisse. In 1999 bestrooide hij de Hofvijver in Den Haag met een miljoen gele tulpen. Zijn laatste, onvoltooide, installatie was The Blue Flower, die gepland stond voor 2002.